# No Guns Life
No Guns Life (ノー・ガンズ・ライフ, Nō Ganzu Raifu) est un manga écrit par Tasuku Karasuma et prépublié dans l'Ultra Jump, le magazine de manga seinen de Shūeisha du 19 septembre 2014 au 18 septembre 2021. Un anime de deux saisons comportant au total 24 épisodes a été produit par le studio Madhouse. La première saison a été diffusée entre le 10 octobre 2019 et le 26 décembre 2019, tandis que la seconde saison, prévue pour le 9 avril 2020, a été reportée à juillet 2020 en raison de la pandémie de Covid-19. La seconde saison a finalement été diffusée du 9 juillet 2020 au 24 septembre 2020.

## Synopsis
Après la grande guerre, de nombreux soldats cyborgs connus sous le nom d'Extended se sont retrouvés livrés à eux-mêmes et sont devenus des criminels pour survivre. Juzo Inui un Extended avec un revolver à la place de la tête, ne possède aucun souvenir de son passé. Il est devenu un Resolver, un mercenaire qui s'est spécialisé dans la résolution de crimes causés par d'autres Extended. Sa vie va être bouleversée quand il se voit charger de protéger un jeune garçon nommé Tetsurō Arahabaki.

## Personnages
Juzo Inui (乾十三, Inui Juzo)
Voix japonaise : Junichi Suwabe
Un détective privé amnésique qui travaille en tant que Resolver, c'est-à-dire en acceptant uniquement des dossiers liés aux Extended. Il possède un revolver géant fonctionnel à la place de la tête, ce qui est une caractéristique des modèles Gun Slave Unit de Over-Extended. Cependant, il est incapable de l'utiliser lui-même et doit requérir l'assistance d'une deuxième personne. Il donne ce privilège uniquement aux personnes en qui il a entièrement confiance afin de ne pas devenir un outil. Juzo part du principe que chacun doit régler ses problèmes tout seul, sans l'aide des autres. Il déteste les enfants et l'humidité qui risque de le faire rouiller. C'est un grand fumeur de cigarettes de la marque Tanegashima. Elles sont spécialement conçues pour limiter la douleur ressentie par les Extended, dont les nerfs sont endommagés par les extensions robotiques. En tant qu'Over-Extended conçu pour la guerre, le corps de Juzo est particulièrement puissant et possède de nombreuses fonctionnalités, dont certaines qu'il est incapable d'utiliser consciemment. Considéré comme un danger, il est en liberté conditionnelle et peut être enfermé s'il enfreint les règles.
Tetsurō Arahabaki (荒吐鉄朗, Arahabaki Tetsurō)
Voix japonaise : Daiki Yamashita
Le fils du PDG de Berühren Corp, Soichiro Arahabak. Il a été un cobaye et possède un appareil nommé Harmony implanté dans sa gorge qui lui permet de contrôler le corps des Extended à distance. Les tendons de ses bras et de ses jambes ainsi que ses cordes vocales ayant été coupés, il est incapable de marcher et de parler jusqu'à ce que Mary lui fournisse des Extensions lui permettant de marcher. Il utilise la tête d'un Extended contrôlée par Harmony pour communiquer.
Mary Steinberg (メアリー・シュタインベルグ)
Voix japonaise : Manami Numakura
Une associée de Juzo qui réalise de la maintenance illégale d'Extended. Elle habite dans un quartier d'immigrants, Kyusei Pit, sous le contrôle de la mafia, un des seuls endroits qui ne soit pas sous le contrôle du groupe Berühren Corp. Elle fournit ses cigarettes médicales à Juzo lorsqu'il perd l'accès à sa marque favorite. Elle est devenue mécanicienne afin de retrouver son frère Victor, qui a disparu durant la guerre.
Olivia Vandeberme (オリビエ・ファンデベルメ)
Voix japonaise : Yōko Hikasa
La directrice de l'EMS, une partie de l'agence de reconstruction chargée de faire appliquer les lois concernant les Extended et de réguler les Over-Extended. Elle donne une grande autonomie à Juzo à condition qu'il réalise certaines missions pour son compte. Elle porte du rouge à lèvres bleu.
Kronen von Wolf (クローネン・フォン・ウルフ)
Voix japonaise : Yūya Uchida
Un fervent chef de section de l'EMS qui est obsédé par son devoir. Il n'a aucune confiance envers les Extended, mais surtout envers les Over-Extended comme Juzo, qu'il considère comme des machines instables. Il se bat avec des aiguilles qui désactivent les extensions robotiques lorsqu'elles sont enfoncées en certains points du corps.
Pepper (ペッパー)
Voix japonaise : Inori Minase
Une agente de Berühern Corp et la responsable de Seven. Son avant-bras est une extension connue sous le nom de Hands Unit qui ressemble à une main mécanique avec un barillet de revolver à la place de l'avant-bras. Cette extension lui permet de débloquer toutes les fonctions d'un Gun Slave Unit. Elle possède également Harmony, mais à la différence de Tetsuo, elle est capable de l'enlever. C'est la sœur cadette de Karen.
Seven (セブン)
Voix japonaise : Yūko Sanpei
Un Gun Slave Unit qui fait équipe avec Pepper et travaille pour Berühren. Malgré son apparence, sa personnalité est proche de celle d'un petit garçon. Il est souvent vu en train de manger des sucettes.
Hugh Cunningham (ヒュー・カニンガム)
Voix japonaise : Yōji Ueda
Le chef de sécurité de Berühren Corp chargé de retrouver Tetsuo. Il opère sous la croyance que les humains sont les simples rouages d'une machine existant uniquement pour servir Berühren Corp.
Karen (カレン)
Voix japonaise : Reina Ueda
Une femme haut placée de Berühren Corp qui détenait Tetsuo captif. C'est la grande sœur de Pepper.
Christina Matsuzaki (クリスティーナ松崎)
Voix japonaise : Masashi Ebara
Le propriétaire autoritaire et un peu gâteux de l'appartement de Juzo.
Scarlett Gosling (スカーレット・ゴズリング)
Voix japonaise : Marika Kouno
Une voisine de Juzo et la fille d'un mécanicien qui s'occupe du hardware Extended de Juzo. Elle bégaye beaucoup et semble être amoureuse de Juzo.
Mega Armed Tokisada (メガアームド西条時間)
Voix japonaise : Kenyu Horiuchi
La première personne ayant reçu une extension de son corps entier durant la guerre. Il est devenu une célébrité populaire pour le public qui le considère comme un héros. Il possède de nombreuses armes implantées dans son corps d'où son surnom Mega-Armed. Il a ainsi servi de prototype pour de nombreux équipements installés par la suite dans d'autres Super Extended comme Juzo.
Colt (コルト)
Voix japonaise : Makoto Furukawa (en)
Un jeune immigrant qui s'est fait installer des extensions illégales dans le but de travailler dans une entreprise de construction afin de soutenir sa famille. Il accepte de travailler pour Spitzbergen, un groupe opposé aux Extended, afin d'obtenir suffisamment d'argent pour soigner sa mère qui souffre de dommage aux nerfs à la suite de l'installation d'une extension Berürhen défectueuse.

## Manga
La série de manga a été publiée dans l'Ultra Jump, le magazine seinen de la Shūeisha du 19 septembre 2014 au 18 septembre 2021,. Il a été compilé en treize tomes au Japon,. En France, le manga est édité par Kana depuis 2016. Treize tomes sont sortis en France à la date du 18 mars 2022.

### Liste des volumes
| no | Japonais          | Japonais          | Français         | Français          |
| no | Date de sortie    | ISBN              | Date de sortie   | ISBN              |
| -- | ----------------- | ----------------- | ---------------- | ----------------- |
| 1  | 19 février 2015   | 978-4-08-890124-4 | 21 octobre 2016  | 978-2-5050-6698-9 |
| 2  | 19 août 2015      | 978-4-08-890246-3 | 20 janvier 2017  | 978-2-5050-6699-6 |
| 3  | 18 mars 2016      | 978-4-08-890402-3 | 21 avril 2017    | 978-2-5050-6901-0 |
| 4  | 18 novembre 2016  | 978-4-08-890551-8 | 3 juillet 2017   | 978-2-5050-6902-7 |
| 5  | 19 mai 2017       | 978-4-08-890649-2 | 3 novembre 2017  | 978-2-5050-7087-0 |
| 6  | 19 janvier 2018   | 978-4-08-890845-8 | 31 août 2018     | 978-2-5050-7194-5 |
| 7  | 17 août 2018      | 978-4-08-891089-5 | 3 mai 2019       | 978-2-5050-7635-3 |
| 8  | 19 mars 2019      | 978-4-08-891221-9 | 17 janvier 2020  | 978-2-5050-8248-4 |
| 9  | 19 septembre 2019 | 978-4-08-891373-5 | 16 octobre 2020  | 978-2-5050-8505-8 |
| 10 | 19 mars 2020      | 978-4-08-891513-5 | 5 mars 2021      | 978-2-5050-8981-0 |
| 11 | 18 septembre 2020 | 978-4-08-891684-2 | 3 septembre 2021 | 978-2-5051-1049-1 |
| 12 | 19 avril 2021     | 978-4-08-891785-6 | 18 mars 2022     | 978-2-5051-1533-5 |
| 13 | 17 décembre 2021  | 978-4-08-892172-3 | 25 novembre 2022 | 978-2-5051-1554-0 |

## Anime
Une adaptation anime en deux parties de 12 épisodes respectivement a été annoncés dans le magazine Ultra Jump le 18 mars 2019. La série est animée par le studio Madhouse, réalisée par Naoyuki Itou, scénarisée par Yukie Sugawara et chara designée par Masanori Shino,. La musique est composée par Kenji Kawai. La première partie a été diffusée entre le 10 octobre 2019 et le 26 décembre 2019 sur TBS, AT-X, SUN, KBS et BS11. La diffusion de la seconde partie devait quant à elle débuter le 9 avril 2020, mais la date a été repoussée en raison de la pandémie de Covid-19. La seconde saison a été diffusée du 9 juillet 2020 au 24 septembre 2020. L'opening de la première saison s'intitule Motor City interprété par Kenichi Asai, tandis que le générique de fin s'intitule Game Over et est interprété par DATS. Pour la deuxième saison, l'opening est interprété par SawanoHiroyuki[nZk] et s'intitule Chaos Drifters tandis que l'ending intitulé New World est interprété par THIS IS JAPAN. En France les vingt-quatre épisodes ont été diffusés en simulcast sur Wakanim.

### Saison 1
| No | Titre                          | Titre original                                  | Date de 1er diffusion |
| -- | ------------------------------ | ----------------------------------------------- | --------------------- |
| 1  | Renegade Extended              | 暴走拡張者 Bōsō kakuchōsha                      | 10 octobre 2019       |
| 2  | Extended Remote-Control Device | 拡張体遠隔操作装置 Kakuchōtai enkaku sōsa sōchi | 17 octobre 2019       |
| 3  | Puppet                         | 操り人形 Ayatsuri ningyō                        | 24 octobre 2019       |
| 4  | Trigger                        | 引き金 Hikigane                                 | 31 octobre 2019       |
| 5  | EMS                            | 拡張者対策局 Kakuchō-sha taisaku-kyoku          | 7 novembre 2019       |
| 6  | Hero                           | 英雄 Eiyū                                       | 14 novembre 2019      |
| 7  | Overheating                    | 過熱 Kanetsu                                    | 21 novembre 2019      |
| 8  | Will                           | 遺志 Ishi                                       | 28 novembre 2019      |
| 9  | Reverberation                  | 残響 Zankyō                                     | 5 décembre 2019       |
| 10 | Phantom Limb                   | 幻肢 Genshi                                     | 12 décembre 2019      |
| 11 | Owner                          | 所有者 Shoyūsha                                 | 19 décembre 2019      |
| 12 | Ghost                          | 亡霊 Bōrei                                      | 26 décembre 2019      |

### Saison 2
| No | Titre                | Titre original                   | Date de 1er diffusion |
| -- | -------------------- | -------------------------------- | --------------------- |
| 13 | Turning Point        | 転換点 Tenkanten                 | 9 juillet 2020        |
| 14 | Client               | 依頼人 Irainin                   | 16 juillet 2020       |
| 15 | A Place to Call Home | 居場所 Ibasho                    | 23 juillet 2020       |
| 16 | Engineer             | 技師 Gishi                       | 31 juillet 2020       |
| 17 | Noble Rot            | 貴腐 Kifu                        | 6 août 2020           |
| 18 | Traces of Crime      | 罪跡 Zaiseki                     | 13 août 2020          |
| 19 | Scar                 | 瘢痕 Hankon                      | 20 août 2020          |
| 20 | I'm Dreaming         | 絵空事 Esoragoto                 | 27 août 2020          |
| 21 | Degeneration         | 変質 Henshitsu                   | 3 septembre 2020      |
| 22 | Imprisoning Binds    | 枷鎖 Ka'sa                       | 10 septembre 2020     |
| 23 | Trigger (Again)      | 引き金（再） Hikigane (Futatabi) | 17 septembre 2020     |
| 24 | Earnest Desire       | 翼う Koinegau                    | 24 septembre 2020     |

### Œuvres
Édition japonaise
No Guns Life
1. 1 2 3  (ja) « ノー・ガンズ・ライフ 13 », sur Shūeisha (consulté le 7 février 2022)
2. 1 2  (ja) « ノー・ガンズ・ライフ 1 », sur Shūeisha (consulté le 23 août 2021)
3. 1 2  (ja) « ノー・ガンズ・ライフ 2 », sur Shūeisha (consulté le 23 août 2021)
4. 1 2  (ja) « ノー・ガンズ・ライフ 3 », sur Shūeisha (consulté le 23 août 2021)
5. 1 2  (ja) « ノー・ガンズ・ライフ 4 », sur Shūeisha (consulté le 23 août 2021)
6. 1 2  (ja) « ノー・ガンズ・ライフ 5 », sur Shūeisha (consulté le 23 août 2021)
7. 1 2  (ja) « ノー・ガンズ・ライフ 6 », sur Shūeisha (consulté le 23 août 2021)
8. 1 2  (ja) « ノー・ガンズ・ライフ 7 », sur Shūeisha (consulté le 23 août 2021)
9. 1 2  (ja) « ノー・ガンズ・ライフ 8 », sur Shūeisha (consulté le 23 août 2021)
10. 1 2  (ja) « ノー・ガンズ・ライフ 9 », sur Shūeisha (consulté le 23 août 2021)
11. 1 2  (ja) « ノー・ガンズ・ライフ 10 », sur Shūeisha (consulté le 23 août 2021)
12. 1 2  (ja) « ノー・ガンズ・ライフ 11 », sur Shūeisha (consulté le 23 août 2021)
13. 1 2  (ja) « ノー・ガンズ・ライフ 12 », sur Shūeisha (consulté le 23 août 2021)

Édition française
No Guns Life
1. 1 2 3  « No Guns Life T01 », sur Kana (consulté le 23 août 2021)
2. 1 2 3  « No Guns Life T12 », sur Kana (consulté le 24 novembre 2021)
3. 1 2  « No Guns Life T02 », sur Kana (consulté le 23 août 2021)
4. 1 2  « No Guns Life T03 », sur Kana (consulté le 23 août 2021)
5. 1 2  « No Guns Life T04 », sur Kana (consulté le 23 août 2021)
6. 1 2  « No Guns Life T05 », sur Kana (consulté le 23 août 2021)
7. 1 2  « No Guns Life T06 », sur Kana (consulté le 23 août 2021)
8. 1 2  « No Guns Life T07 », sur Kana (consulté le 23 août 2021)
9. 1 2  « No Guns Life T08 », sur Kana (consulté le 23 août 2021)
10. 1 2  « No Guns Life T09 », sur Kana (consulté le 23 août 2021)
11. 1 2  « No Guns Life T10 », sur Kana (consulté le 23 août 2021)
12. 1 2  « No Guns Life T11 », sur Kana (consulté le 23 août 2021)
13. 1 2  « No Guns Life T13 », sur Kana (consulté le 28 juin 2022)